# Andravida (cheval)
Eleia
Pour les articles homonymes, voir Andravida.
L'Andravida (grec moderne : Ανδραβίδα) ou Élide (Ηλεία) est une race de chevaux de selle et de trait léger. Originaire de la région d'Élide en Grèce, il est développé à partir de chevaux locaux croisés à des étalons de race Cob normands, Anglo-normand et Nonius durant les années 1920. 
Officiellement reconnue, la race est considérée comme en danger critique d'extinction par le Ministère grec de l'agriculture. Les Haras helléniques (E.I.- Ελληνικά Ιπποφορβεία) tentent une reconstitution et une réorganisation du cheptel.

## Dénomination
D'après l'écrivain Giacomo Giammatteo, la seule graphie juste du nom de cette race de chevaux fait appel à une initiale en lettre majuscule, dans la mesure où cette race est nommée d'après une ville de Grèce, Andravida.
Il est également nommé Orinis Ilias.

## Histoire
Ses origines remontent au IVe siècle av. J.-C., puisque les chevaux de la région d'Élide utilisés par la cavalerie grecque sont déjà mentionnés pour leur taille et leur puissance.
La race a été créée au début du XXe siècle, par croisement de juments locales avec des étalons Anglo-normands, puis des étalons Nonius un peu après 1920,,.
De nombreux croisements mènent toutefois l'Andravida au bord de l'extinction. Dans l'après-guerre, les produits de croisement avec des étalons Pur-sang sont utilisés pour les compétitions équestres, en saut d'obstacles. Au début des années 1990, un étalon Selle français, rebaptisé Pegasus et amené d'un centre équestre d'Athènes, est stationné à Andravida, renommé de « race Elis-Andravida ». Il engendre plusieurs poulains avec des juments de toutes origines, surtout des Pur-sang. Les propriétaires de ces poulains tentent de les inscrire au stud-book Eleia qui permet des primes annuelles d'élevage aux éleveurs de chevaux en voie d'extinction pour leur sauvegarde, mais le ministère, connaissant la supercherie, radie la race Élide des races grecques. Une concurrence existe avec les chevaux de trait léger importés de Bulgarie ou de Roumanie. Pratiquement plus aucun éleveur de Grèce ne couvre ses juments avec les étalons de la Basse Élide. L'adjonction de sang Frison et KWPN a porté préjudice à la crédibilité à l'association des éleveurs d'Andravida[réf. nécessaire].
Un premier stud-book est créé en 1995. En 1998, seuls 17 chevaux conformes au standard de la race sont recensés. En 2006, l'Andravida est décrit comme ayant besoin d'une gestion, et les experts de la race sont invités à y participer. Le stud-book est re-créé en 2011.

## Description

### Taille et poids
L'Andravida est le plus grand des chevaux grecs. sa hauteur varie de 1,42 à 1,62 m selon CAB International (2016), de 1,52 à 1,62 m selon Bonnie Lou Hendricks (université d'Oklahoma), de 1,50 m à 1,60 m selon le Pr Menegatos et le guide Delachaux (qui recopie probablement ce dernier).

### Morphologie
Certains sujets ressemblent au Nonius hongrois,. La tête est large, rectangulaire, dotée d'un un profil rectiligne et d'assez longues oreilles. La poitrine est large, le dos légèrement plongeant, l'épaule inclinée, la croupe bien développée et légèrement inclinée. Les jambes sont fines mais particulièrement solides, et dépourvues de fanons.
Une analyse génétique sur cinq races de chevaux natives de Grèce montre que l'Andravida est plus proche du Skyros que les autres races.

### Robe
Sa robe est généralement baie, bai-brun, plus rarement alezane, aubère ou rouanne, et exceptionnellement grise,. Le noir est également possible. Des marques blanches peuvent être présentes sur la tête et les membres. 

### Sélection
Il n'y a pas de standard. Une tentative de reconstitution de la race est en cours.

## Utilisations
La race est utilisée sous la selle et à l'attelage. Elle convient particulièrement à l'attelage léger et à l'équitation de loisir.
L'Andravida est aussi croisé avec le Pur-sang pour donner des chevaux de saut d'obstacles.

## Diffusion de l'élevage
Il est en danger critique d'extinction, avec seulement 35 individus de pure race recensés en 2010, et 75 chevaux croisés, issus de l'influence de l'étalon Pegasus. La base de données DAD-IS (2018) n'indique pas de niveau de menace.